# Windex
Windex is de index die het windaanbod uitdrukt, waarmee de beschikbare wind wordt bepaald om windenergie te winnen. De windex geeft door een getal aan wat het aanbod was. Hierbij wordt met het getal 100 de gemiddelde hoeveelheid wind in de periode 1996-2005 uitgedrukt. Een windex van 80 komt dus overeen met 20% minder wind dan "normaal".